# Philippe Cattiau
Philippe Cattiau (n. 28 iulie 1892, Saint-Malo, Saint-Malo Agglomération⁠(d), Franța – d. 18 februarie 1962, Saint-Malo, Saint-Malo Agglomération⁠(d), Franța) a fost un scrimer francez care a practicat floreta și spada. Din cinci participări a cucerit opt medalie olimpice, inclusiv trei de aur. A fost și de patru ori campion mondial la spadă, inclusiv de două ori la individual.

## Carieră
S-a apucat de scrimă din copilărie sub îndrumarea tatăl său, care era el însuși maestru de scrimă la regimentul 47 infanterie. La vârsta de 15 ani a devenit campion din Britania, apoi s-a alăturat unității speciale pentru instructori sportivi a armatei franceze, așa-numitul „Batalionul din Joinville”. În timpul Primului Război Mondial a fost rănit la picior. În anul 1921 a devenit campion din Franța la floretă. 
În anul 1920 a luat parte la Jocurile Olimpice pentru prima dată, cucerind argintul la floretă atât la individual, tot pe echipe. La ediția de la Paris în 1924 a luat aurul la floretă pe echipe, dar titlul individual l-a ocolit din nou. În 1929 a cucerit aurul individual la spadă din cadrul Campionatului Internațional de la Napoli. Și-a aparat titlul în anul următor. La Olimpiada din 1932 de la Los Angeles a fost laureat cu aur pe echipe atât la floretă, cât și la spadă. Ultime medalia olimpică a obținut-o la Olimpiada din 1936 de la Berlin.
După cel de-al Doilea Război Mondial a devenit căpitanul echipei din Franța care a fost campioana olimpică la Londra 1948.

## Legături externe
- en Philippe Cattiau la Olympedia.org